# Grinnell College
Grinnell College é uma faculdade de artes liberais particular em Grinnell, Iowa, Estados Unidos, conhecida por sua marcante tradição de ativismo social. Foi fundada em 1846 quando um grupo de pioneiros congregacionalistas da Nova Inglaterra estabeleceu a Curadoria da Universidade de Iowa.
Na edição de 2011 da revista America's Best Colleges a Grinnell foi a 19ª colocada entre todas as faculdades de artes liberais dos Estados Unidos pela U.S. News & World Report juntamente com a Smith College. O currículo aberto da Grinnell incentiva seus estudantes a tomar a iniciativa de poder optar pelo rumo de seus estudos.